# Michael Friedrich von Lochner
Michael Friedrich von Lochner, auch Michael Friedrich Lochner von Hummelstein (* 28. Februar 1662 in Fürth; † 15. Oktober 1720 in Nürnberg) war ein deutscher Arzt, Naturwissenschaftler und Mitglied sowie Director Ephemeridum der Gelehrtenakademie „Leopoldina“.

## Leben
Michael Friedrich von Lochner studierte Medizin in Rostock, Kiel und Altdorf. In Altdorf verteidigte er im Jahr 1684 seine Dissertation mit dem Titel De nymphomania historia medica. Er bereiste anschließend wichtige medizinische Zentren in Europa und vertiefte so seine medizinischen Kenntnisse. Er war Physicus der freien Reichsstadt Nürnberg und als Nachfolger von Johann Paul Wurfbain von 1711 bis 1720 Director Ephemeridum der „Kaiserlich Leopoldinisch–Carolinischen Akademie der Naturforscher“.
Er war verheiratet mit Anna Maria geb. Vierzigmann und hinterließ einen Sohn, Johann Heinrich Lochner von Hummelstein. Lochners Schwiegersohn war der Mediziner Christoph Ludwig Göckel, der ebenfalls Mitglied der Gelehrtenakademie Leopoldina war. 
Am 19. November 1686 wurde Michael Friedrich von Lochner mit dem Beinamen PERIANDER als Mitglied (Matrikel-Nr. 152) in die Leopoldina aufgenommen.

## Werke (Auswahl)
- Brief an Johann Moritz Hofmann, 1683.
- De Nymphomania. Historiam Medicam Gratiosissimae Facvltatis Asclepiadeae Altdorffinae Decreto Atqve Consensv... Pvblice Defendet Ad D. XII. Septembr. A. R. S. M DC LXXXIV. Mich. Fried. Lochner, Norico-Fürthensis, Altdorffi[i], Mayer, 1684.
- mit Johann Christoph Volkamer: Michaelis Friederici Lochneri Archiatr. Caes. Com. Palat. Nobil. Acad. Leopoldino-Carolinae Nat. Curios. Ephemeridum Directoris, Medici Norimbergensis Commentatio de Ananasa sive Nuce Pinea Indica vulgo Pinhas ad Nobilissimum et Solertissimum Hesperidum Norimbergensium Scriptorem, 1716.
- De novis et exoticis Thee et Cafe succedaneis, dissertatio 1717.